# Robert Ivušić
Robert Ivušić (3. svibnja 1973. – 31. svibnja 1992.) bio je hrvatski ratni dragovoljac, pripadnik 163. brigade i dubrovački branitelj.
Nagazio je na minu 31. svibnja 1992. Danas se na Srđu ponad Dubrovnika nalazi spomenik, koji je podigla obitelj Roberta Ivušića i njegovi suborci iz 163. brigade Hrvatske vojske.

## Vanjske poveznice
- Spomenik poginulim braniteljima Nenadu Čoriću, Ivu Koprivici i Robertu Ivušiću  Arhivirana inačica izvorne stranice od 28. kolovoza 2010. (Wayback Machine)